# Federico Cartabia
Federico 'Fede' Nicolás Cartabia (Rosario, 20 januari 1993) is een Argentijns voetballer die bij voorkeur als linksbuiten speelt. Hij verruilde Valencia CF in januari 2017 transfervrij voor Deportivo La Coruña.

## Clubcarrière
Valencia CF ontdekte Cartabia op dertienjarige leeftijd bij Sports Bombal Santa Fe. Tijdens het seizoen 2012/13 debuteerde hij voor Valencia B in de Segunda División B. In 2013 haalde Miroslav Đukić hem bij het eerste elftal. Eind juli werd zijn contract verlengd tot medio 2017. De opstapclausule in zijn contract ging 20 miljoen euro bedragen. Op 17 augustus 2013 debuteerde hij in de Primera División op de openingsspeeldag van het seizoen 2013/14, tegen Málaga CF. Hij begon in de basiself en werd na 66 minuten naar de kant gehaald voor Sofiane Feghouli.

## Clubstatistieken
| Seizoen     | Club                  | Competitie         | Competitie | Competitie | Competitie | Beker | Beker | Beker | Internationaal | Internationaal | Internationaal | Totaal | Totaal | Totaal |
| Seizoen     | Club                  | Competitie         | Wed.       | Dlp.       | Ass.       | Wed.  | Dlp.  | Ass.  | Wed.           | Dlp.           | Ass.           | Wed.   | Dlp.   | Ass.   |
| ----------- | --------------------- | ------------------ | ---------- | ---------- | ---------- | ----- | ----- | ----- | -------------- | -------------- | -------------- | ------ | ------ | ------ |
| 2012/13     | Valencia Mestalla     | Segunda División B | 30         | 7          | 0          | —     | —     | —     | —              | —              | —              | 30     | 7      | 0      |
| Club Totaal | Club Totaal           | Club Totaal        | 30         | 7          | 0          | 0     | 0     | 0     | 0              | 0              | 0              | 30     | 7      | 0      |
| 2013/14     | Valencia CF           | La Liga            | 25         | 0          | 1          | 3     | 0     | 0     | 12             | 3              | 2              | 40     | 3      | 3      |
| Club Totaal | Club Totaal           | Club Totaal        | 25         | 0          | 1          | 3     | 0     | 0     | 12             | 3              | 2              | 40     | 3      | 3      |
| 2014/15     | → Córdoba CF          | La Liga            | 30         | 4          | 5          | 0     | 0     | 0     | —              | —              | —              | 30     | 4      | 5      |
| Club Totaal | Club Totaal           | Club Totaal        | 30         | 4          | 5          | 0     | 0     | 0     | 0              | 0              | 0              | 30     | 4      | 5      |
| 2015/16     | → Deportivo La Coruña | La Liga            | 26         | 3          | 3          | 3     | 1     | 0     | —              | —              | —              | 29     | 4      | 3      |
| Club Totaal | Club Totaal           | Club Totaal        | 26         | 3          | 3          | 3     | 1     | 0     | 0              | 0              | 0              | 29     | 4      | 3      |
| 2016/17     | Valencia CF           | La Liga            | 4          | 0          | 0          | 2     | 0     | 1     | —              | —              | —              | 6      | 0      | 1      |
| Club Totaal | Club Totaal           | Club Totaal        | 29         | 0          | 1          | 5     | 0     | 1     | 12             | 3              | 2              | 46     | 3      | 4      |
| 2016/17     | Deportivo La Coruña   | La Liga            | 0          | 0          | 0          | 0     | 0     | 0     | —              | —              | —              | 0      | 0      | 0      |
| Club Totaal | Club Totaal           | Club Totaal        | 26         | 3          | 3          | 3     | 1     | 0     | 0              | 0              | 0              | 29     | 4      | 3      |
| 2016/17     | → SC Braga            | Liga Portugal      | 11         | 3          | 2          | 0     | 0     | 0     | —              | —              | —              | 11     | 3      | 2      |
| Club Totaal | Club Totaal           | Club Totaal        | 11         | 3          | 2          | 0     | 0     | 0     | 0              | 0              | 0              | 11     | 3      | 2      |
| 2017/18     | Deportivo La Coruña   | La Liga            | 20         | 2          | 1          | 0     | 0     | 0     | —              | —              | —              | 20     | 2      | 1      |
| 2018/19     | Deportivo La Coruña   | La Liga 2          | 34         | 3          | 9          | 1     | 1     | 0     | —              | —              | —              | 35     | 4      | 9      |
| Club Totaal | Club Totaal           | Club Totaal        | 80         | 8          | 13         | 4     | 2     | 0     | 0              | 0              | 0              | 84     | 10     | 13     |
| 2019/20     | → Shabab Al-Ahli      | UAE Pro League     | 15         | 4          | 3          | 7     | 2     | 1     | 2              | 0              | 1              | 24     | 6      | 5      |
| 2020/21     | → Shabab Al-Ahli      | UAE Pro League     | 13         | 2          | 4          | 7     | 4     | 0     | —              | —              | —              | 20     | 6      | 4      |
| 2021/22     | Shabab Al-Ahli        | UAE Pro League     | 8          | 2          | 3          | 3     | 2     | 0     | 6              | 5              | 1              | 17     | 9      | 4      |
| 2022/23     | Shabab Al-Ahli        | UAE Pro League     | 20         | 11         | 6          | 4     | 1     | 0     | —              | —              | —              | 24     | 12     | 6      |
| Club Totaal | Club Totaal           | Club Totaal        | 56         | 19         | 16         | 21    | 9     | 1     | 8              | 5              | 2              | 85     | 33     | 19     |
| TOTAAL      | TOTAAL                | TOTAAL             | 236        | 41         | 37         | 30    | 11    | 2     | 20             | 8              | 4              | 286    | 60     | 43     |

1 Parreño ·
4 Martinez ·
5 Barcia ·
6 Petxarroman ·
7 Pérez  ·
8 Villares ·
9 Barbero · 
10 Hernández ·
11 Álvarez ·
12 Mfulu ·
13 Puerto ·
14 Herrera ·
15 Vázquez ·
16 Gauto ·
17 Mella ·
18 Escudero ·
19 Sánchez ·
20 Ángel ·
21 Soriano ·
22 Rama ·
23 Navarro ·
24 Bouldini ·
25 Leite ·
28 Patino ·
33 Obrador ·
Coach: Idiakez